# Abdij van Belval
De Abdij van Belval is een cisterciënzerabdij van zusters trappistinnen in Troisvaux in het departement Pas de Calais in Frankrijk. De abdij werd opgericht in 1893.
(Niet te verwarren met de Augustijner-abdij Belval au Bois-des-Dames (1120–1790) in Belval-Bois-des-Dames, Departement Ardennes).

## Geschiedenis
De trappisternonnen van het Convent La Coudre stichtten in 1893 op uitnodiging van dorpspastoor Hippolyte Trannoy in Troisvaux, 40 kilometer ten noordwesten van Arras, het klooster Notre Dame de Belval. Beschermheilige werd Benedictus Jozef Labre, die in de buurgemeente Conteville-en-Ternois had gewoond. Ze voorzagen in hun onderhoud door de productie en verkoop van een trappistenkaas (Trappiste de Belval). Het klooster doorstond een overstroming in 1895 en twee branden (1902, 1909), de evacuatie tijdens de Eerste Wereldoorlog en een bombardement op 3 februari 1944. In 1954 werden voor de 60 nonnen nieuwe gebouwen ingewijd. De daarna volgende terugloop van roepingen dwong in 2012 tot opheffing van het klooster, waarvan de laatste bewoners samen met die van de eveneens opgeheven kloosters La Grâce-Dieu en Ubexy, in het klooster Igny trokken, dat de naam veranderde in Notre Dame du Val d’Igny. De gebouwen kwamen in handen van een vereniging die er activiteiten organiseert en sponsors werft om de gebouwen te onderhouden.

### Priorinnen en abdissen
- Marie-Joseph Guillemard (1893–1898, eerste priorin)
- Marie-Julienne Quellier (1898–1904)
- Marie Lombard (1904–1910)
- Marie-Cécile Decosse (1910–1920)
- Marie de Jésus Jouanen (1920–1947)
- Marie-Augustin Valot (1947–1959, eerste abdis)
- Anne-Marie Bonte (1959–1972)
- Anne Kerjean (1972–1990)
- Janine Huyghe (1990–2006)
- Inès Gravier (2006–2012)

## Trappiste de Belval
Trappiste de Belval is een Franse kaas van koeienmelk die volgens oude traditie wordt gemaakt in de Abdij van Belval.

## Weblinks
- De abdij in de Encyclopaedia Cisterciensia
- Abdij op de homepage van de trappisten
- Website vereniging abdijlocatie
- Website van de Abdij van Belval